# Мукомела Микола Іванович
Мико́ла Іва́нович Мукоме́ла (15 листопада 1980 — 29 січня 2024) — український військовослужбовець, учасник російсько-української війни.

## Життєпис
Народився 15 листопада 1980 року в Чернігові. Навчався в сьомій школі. По закінченні навчання вступив до Чернігівського педагогічного університету, де закінчив факультет фізичного виховання. В 2002 році почав проходити строкову службу. Після служби почав працювати меблярем, потім відкрив власний бізнес з виробництва меблів.
Через деякий час після початку повномасштабного вторгнення долучився до лав ЗСУ. Служив у складі одного з підрозділів 79-ї десантно-штурмової бригади на посаді стрільця-снайпера. Загинув 29 січня 2024 року на Донеччині.

## Нагороди
- Орден «За мужність» III ступеня[2].